# Dearcmhara
Dearcmhara é um género de réptil marinho do período Jurássico médio ao inferior, por volta de 170 milhões de anos atrás. A descoberta da criatura pré-histórica foi feita com base em fósseis encontrados na Ilha de Skye, na Escócia. A espécie-tipo é Dearcmhara shawcrossi.

## Descrição
Dearcmhara foi um Neoichthyosauria, medindo cerca de 4,3 metros de comprimento. Viveu em águas quentes de mares rasos durante o período Jurássico, naquilo que é hoje o noroeste da Escócia, alimentando-se de peixes e lulas. Grande parte da ilha Skye encontrava-se submersa e foi agrupada com o resto do Reino Unido, como parte de uma grande ilha entre as massas terrestres que mais tarde se tornariam na Europa e América do Norte. O representante da espécie, Dearcmhara shawcrossi, foi descoberto num estado incompleto, com apenas quatro ossos pertencentes ao esqueleto do animal. No entanto, estes foram suficientes para permitir aos pesquisadores identificar características únicas que não são vistas em outros répteis da ordem Ichthyosauria. Os ossos provém da cauda e nadadeiras frontais, com o osso da barbatana superior que fornece fortes evidências de que a criatura se trate de uma nova espécie. Os registros de fósseis indicam que o Dearcmhara foi contemporâneo de uma ampla ramificação de répteis marinhos, conhecidos pelos pescoços alongados e nadadeiras semelhantes a remos.